# National Rifle Association of the United Kingdom
Die National Rifle Association (NRA; „Nationale Schützen-Vereinigung“) wurde 1859 in Wimbledon als Organisation für das  Sportschießen und Training an Schusswaffen im Vereinigten Königreich gegründet. Sie ist heute eine der Dachorganisationen für Schießsport in Großbritannien und nicht zu verwechseln mit der einflussreichen National Rifle Association in den Vereinigten Staaten.

## Geschichte
Die am 16. November 1859 gegründete National Rifle Association erhielt 1890 von Queen Victoria eine Royal Charter. Im selben Jahr wurde das „National Shooting Center“ in Bisley (Grafschaft Surrey) in Betrieb genommen. Gründungsziel der Organisation war es, Spenden für ein jährliches nationales Schützentreffen (heute bekannt als Imperial Meeting) zu sammeln, „um die Treffsicherheit im Interesse der Verteidigung des Imperiums und der Beständigkeit der Freiwilligen, der Marine, des Militärs und der Luftstreitkräfte zu fördern“. Heute befasst sich die NRA ähnlich wie der DSB mit dem Scheibenschießen und ist im Vereinigten Königreich als gemeinnützige Organisation anerkannt. Im Jahr 2019 warf die Charity Commission for England and Wales der NRA jedoch vor, mit ihren Aktivitäten im Freizeitsport-Sektor gegen die Anforderungen der Gemeinnützigkeit verstoßen zu haben, und stellte sie unter verstärkte Kontrolle.